# Coelotes solitarius
Coelotes solitarius là một loài nhện trong họ Amaurobiidae.
Loài này thuộc chi Coelotes. Coelotes solitarius được Ludwig Carl Christian Koch miêu tả năm 1868.